# Самтер (тауншип, Миннесота)
Самтер (англ. Sumter) — тауншип в округе Мак-Лод, Миннесота, США. На 2000 год его население составило 558 человек.

## География
По данным Бюро переписи населения США площадь тауншипа составляет 92,6 км², из которых 90,6 км² занимает суша, а 2,0 км² — вода (2,18 %).

## Демография
По данным переписи населения 2000 года здесь находились 558 человек, 184 домохозяйства и 153 семьи. Плотность населения — 6,2 чел./км². На территории тауншипа расположено 188 построек со средней плотностью 2,1 построек на один квадратный километр. Расовый состав населения: 95,16 % белых, 0,18 % c Тихоокеанских островов, 4,48 % — других рас США и 0,18 % приходится на две или более других рас. Испанцы или латиноамериканцы любой расы составляли 5,56 % от популяции тауншипа.
Из 184 домохозяйств в 41,3 % воспитывались дети до 18 лет, в 78,8 % проживали супружеские пары, в 2,2 % проживали незамужние женщины и в 16,8 % домохозяйств проживали несемейные люди. 14,7 % домохозяйств состояли из одного человека, при том 6,5 % из — одиноких пожилых людей старше 65 лет. Средний размер домохозяйства — 3,03, а семьи — 3,40 человека.
29,0 % населения — младше 18 лет, 6,6 % — в возрасте от 18 до 24 лет, 29,4 % — от 25 до 44, 25,6 % — от 45 до 64, и 9,3 % — старше 65 лет. Средний возраст — 37 лет. На каждые 100 женщин приходилось 108,2 мужчин. На каждые 100 женщин старше 18 приходилось 105,2 мужчин.
Средний годовой доход домохозяйства составлял 52 813 долларов, а средний годовой доход семьи — 57 500 долларов. Средний доход мужчин — 32 813 долларов, в то время как у женщин — 23 942. Доход на душу населения составил 21 013 долларов. За чертой бедности не находилась ни одна семья и 0,4 % всего населения тауншипа.